# Fyfield (Hampshire)
Pour les articles homonymes, voir Fyfield.
Fyfield est une paroisse civile et un village du Hampshire, en Angleterre. Fyfield est un petit village pres du Andover. Dans le village il y a une église, St Nicholas church of Fyfield.